# Falso frutto

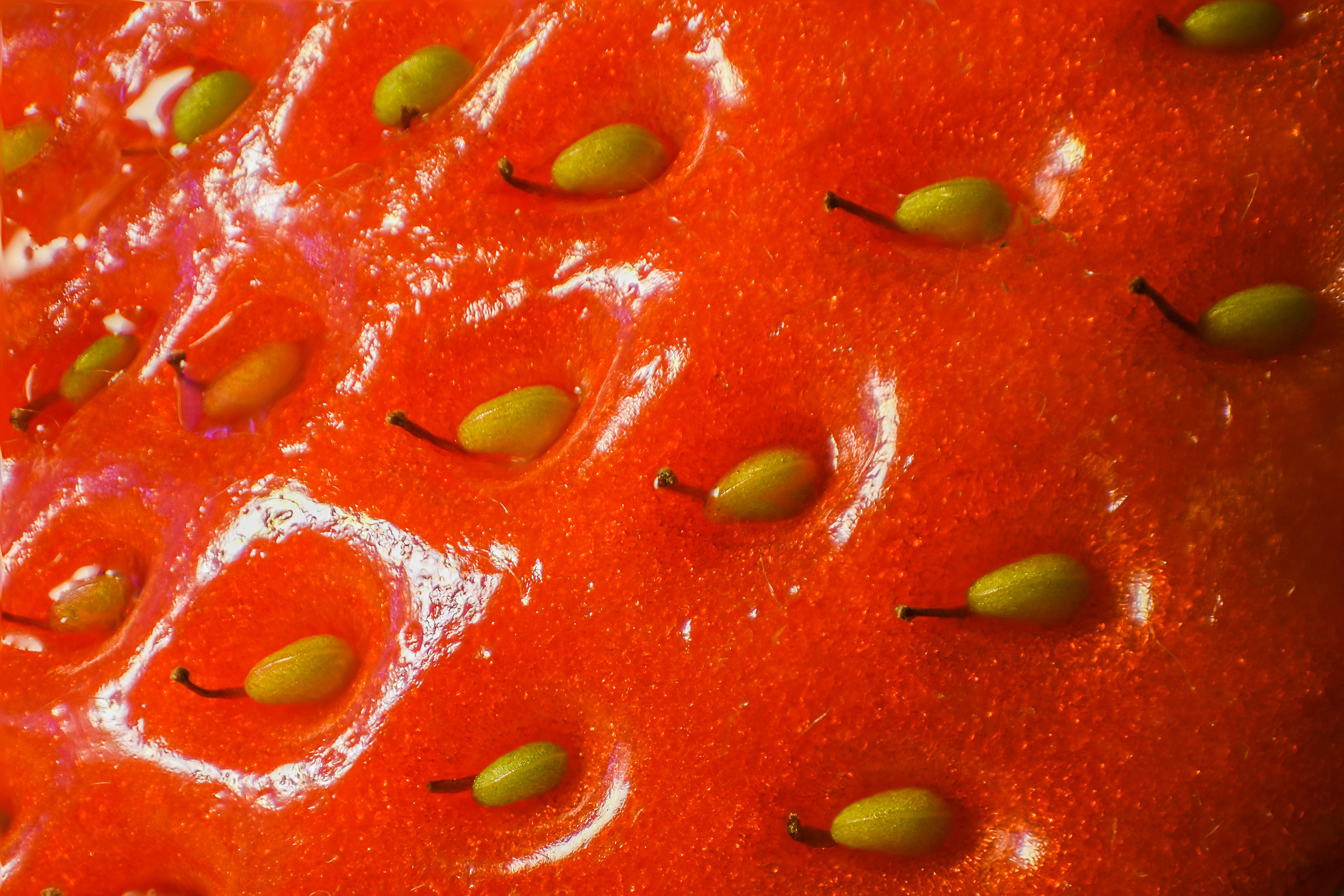
Dettaglio di una fragola con i suoi acheni

In botanica un falso frutto (o frutto complesso o pseudofrutto o pseudocarpo) è la struttura che deriva dalla trasformazione non soltanto dell'ovario, ma anche di altri organi del fiore, come il ricettacolo o parti del perianzio, quali sepali o petali.
I falsi frutti vengono comunemente indicati come frutti nel linguaggio comune.
Un esempio noto è il pomo, come la mela o la pera, in cui il vero frutto (ovvero la trasformazione dell'ovario) è il torsolo, mentre la parte commestibile è il ricettacolo, ovvero la parte finale del peduncolo fiorale ingrossato.
Altri esempi di falsi frutti sono:

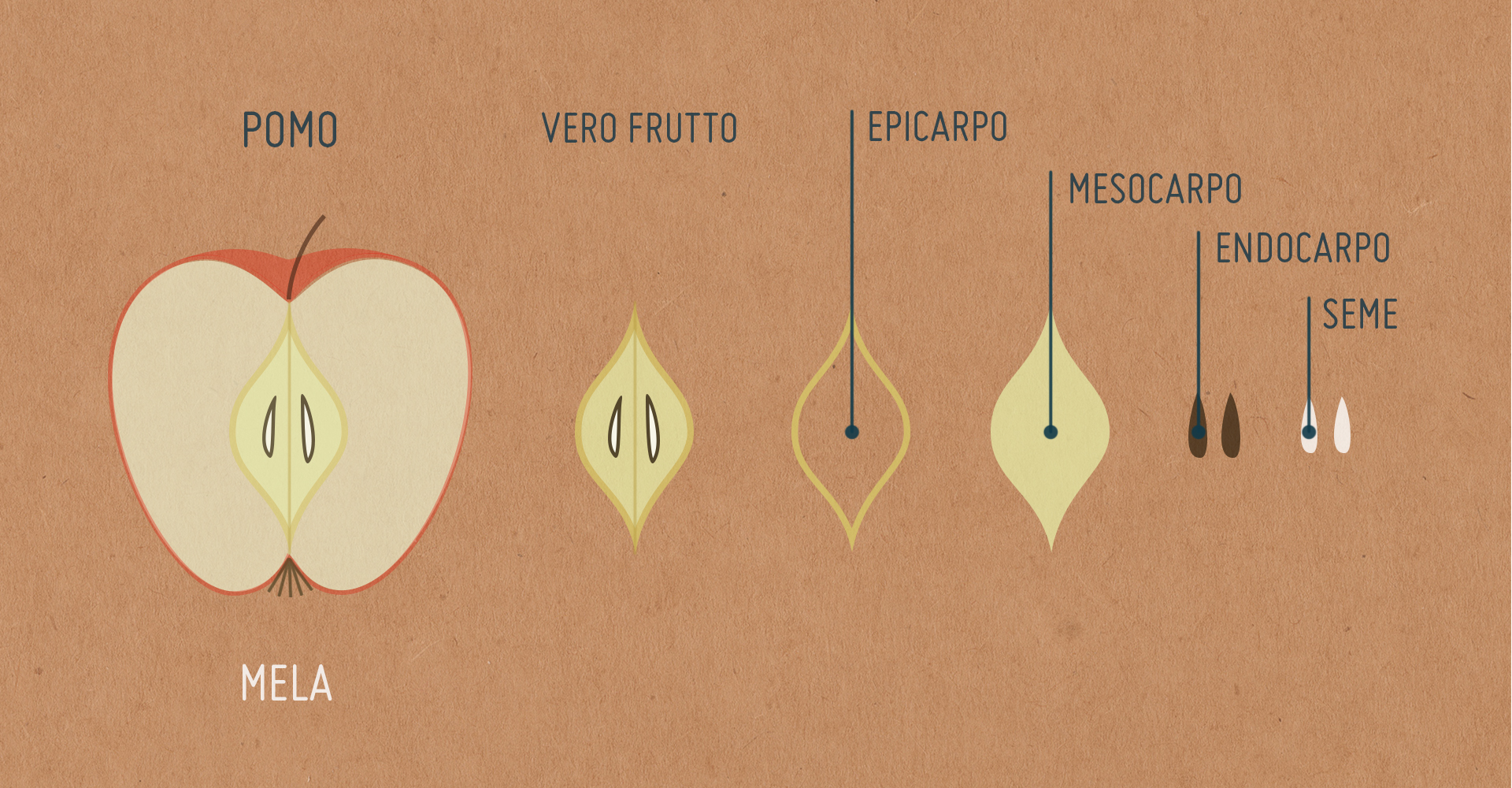
Struttura di un pomo

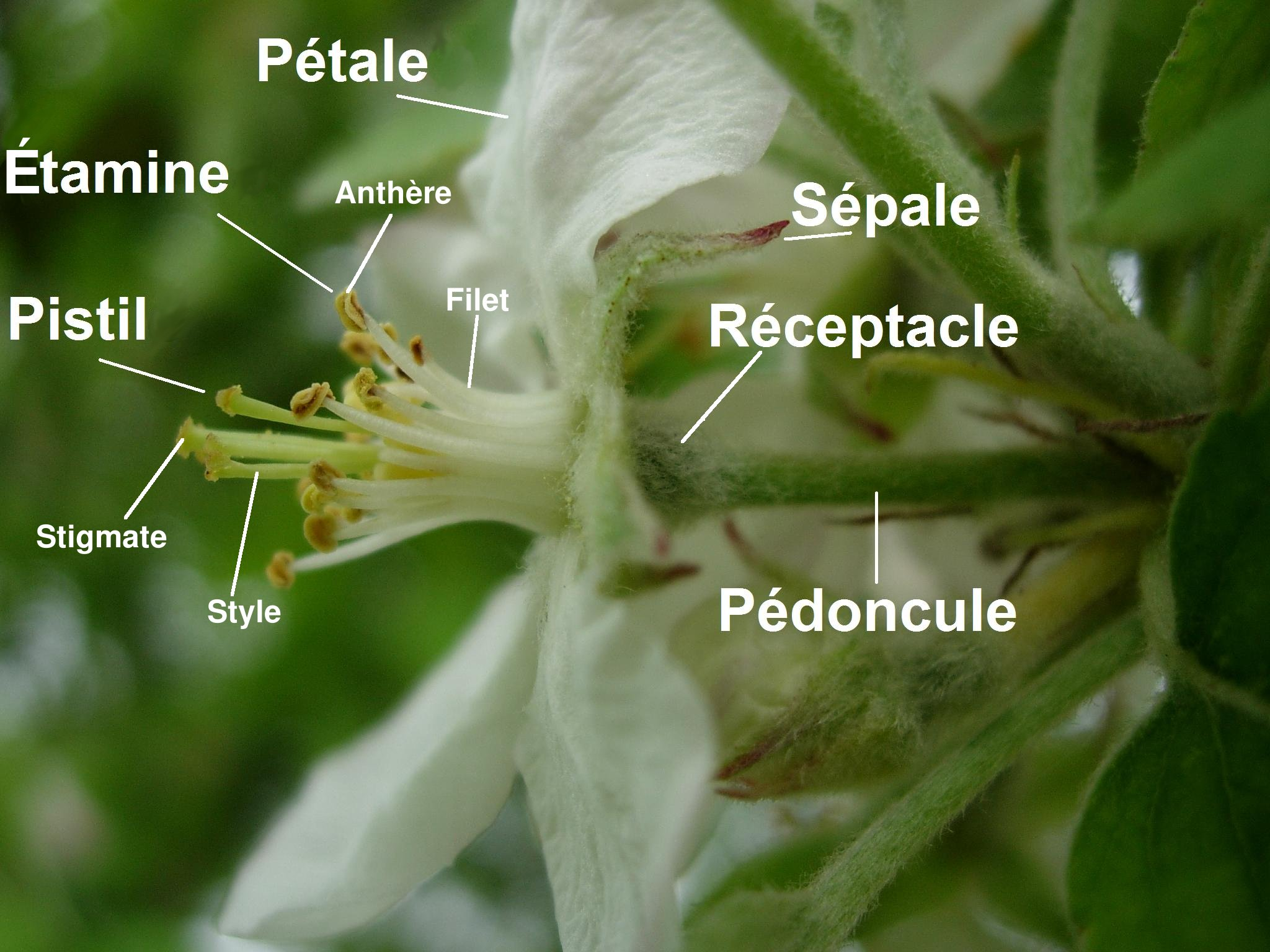
Fiore di un melo, la parte indicata come "ricettacolo" (réceptacle) si trasforma in mela

- Cinorrodo, come il frutto della rosa;
- Fragola;
- Siconio, ossia il frutto del fico o del sicomoro;
- Sorosio, come il frutto del gelso, il lampone o l'ananas.